# Kompania Saperów Legionów Polskich
Kompania Saperów Legionów Polskich (ksap) – pododdział wojsk inżynieryjnych Legionów Polskich.

## Historia i tradycje
Pierwszym pododdziałem saperskim w Legionach Polskich była kompania saperów zorganizowana w połowie sierpnia 1914 roku przez por. Mieczysława Dąbkowskiego. Składała się z dwóch plutonów saperów i sekcji telefonicznej. Kompania stacjonowała w Krakowie. Żołnierze przechodzili dość intensywne szkolenie w zakresie musztry, posługiwania się bronią strzelecką, służby wewnętrznej i ćwiczeń polowych. Dużo czasu poświęcano dyscyplinie wojskowej. Nie prowadzono natomiast zajęć technicznych, gdyż pododdział nie posiadał sprzętu saperskiego.
10 września kompania została skierowana na front w składzie 1 Pułku Piechoty, z którym rozpoczęła swój szlak bojowy. 26 lutego 1915 roku kompania jako wchodząca w skład I Brygady Legionów Polskich została uznana przez dowództwo austriackie za etatową kompanię saperską, dzięki czemu otrzymała pełne wyposażenie techniczne. Od tego okresu była używana jako pododdział techniczny do zabezpieczenia inżynieryjnego na polu walki na szlaku bojowym I Brygady.
Po przemianowaniu Legionów w Polski Korpus Posiłkowy kompania pod koniec grudnia 1916 roku została przebazowana z Baranowicz do Modlina celem przezbrojenia i przeszkolenia. Tam też zmieniono jej nazwę na „Kompania Saperów Nr 1” i rozpoczęto szkolenie z udziałem instruktorów niemieckich. Między innymi przeprowadzono trzymiesięczne szkolenie kandydatów na oficerów oraz opracowano szereg instrukcji saperskich, wzorując się na regulaminach armii niemieckiej.
W czerwcu 1917 roku kompanię przebazowano do garnizonu Ostrów-Komorowo. Nie dane jej było jednak walczyć z bronią w ręku, ponieważ udział żołnierzy w  kryzysie przysięgowym spowodował, że 21 lipca jednostkę rozwiązano.
W strukturze Polskiej Siły Zbrojnej został zorganizowany Kurs Wyszkolenia Saperów pod dowództwem kapitana Ciborowskiego. W maju 1918 roku wspomniany kurs został przemianowany na 1 Kompanię Saperów 1 Brygady Polskiej Siły Zbrojnej. W listopadzie tego roku kompania stacjonowała w Ostrowi Mazowieckiej. Była wówczas „dobrze wyszkoloną i doskonale wyekwipowaną jednostką techniczną”. 20 listopada 1918 roku na podstawie rozkazu szefa Sztabu Generalnego generała Stanisława Szeptyckiego kompania została skierowana do Warszawy, gdzie weszła w skład 1 Pułku Inżynieryjnego

## Kadra kompanii
Komendanci kompanii
- por./kpt. Mieczysław Dąbkowski
- por. Roman Bolesław Ciborowski (od 6 VIII 1917[3])

Oficerowie kompanii
- por. Ignacy Boerner
- por. Stefan Dąbkowski
- por. Kazimierz Możdżeń
- ppor. Adam Skóra[4]
- por. inż. Stanisław Żmigrodzki

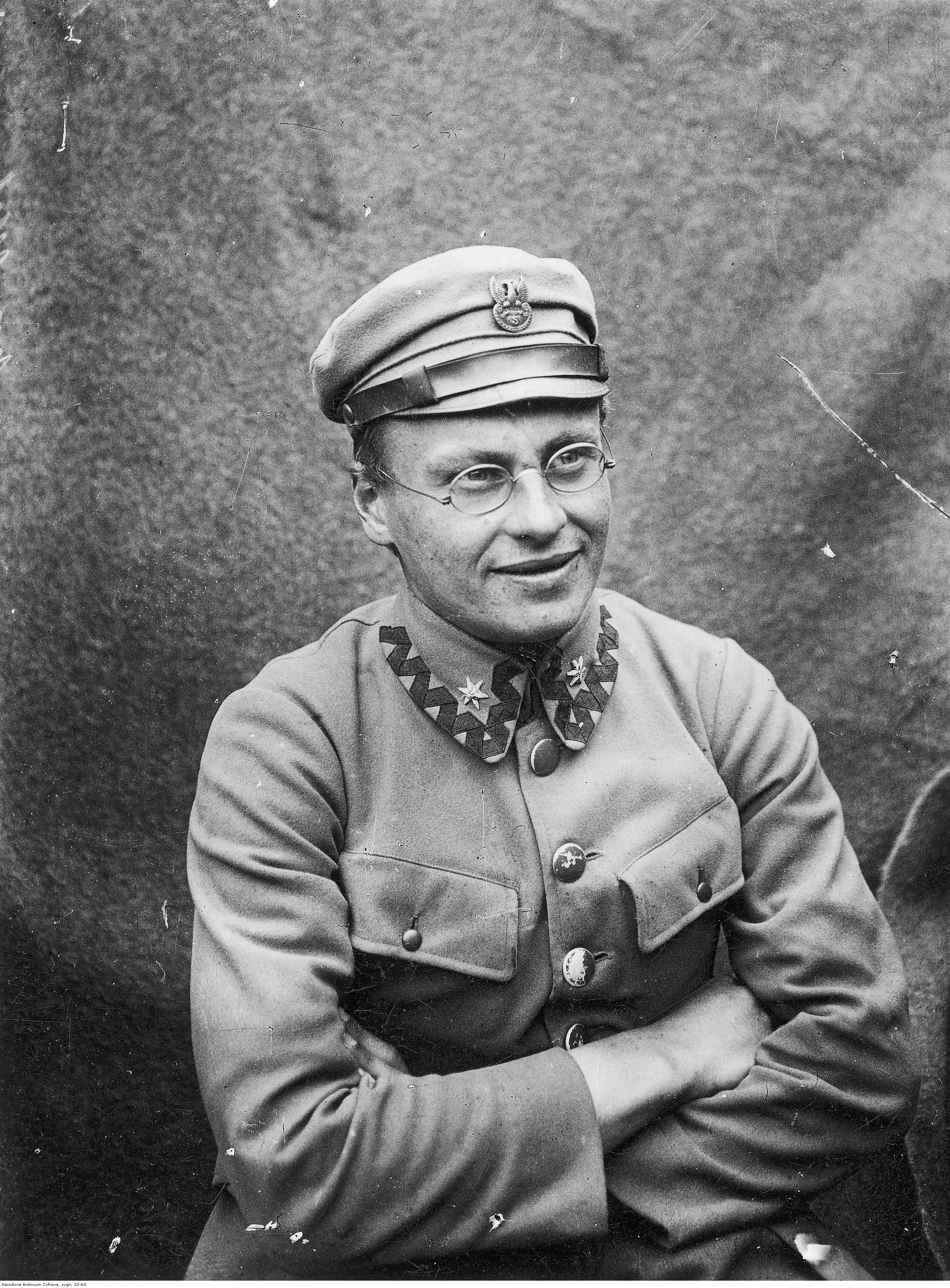
Aleksy Nehring

- ppor. Aleksy Nehring ps. „Luty”, „Dunin” - komendant II plutonu
- ppor. inż. Mieczysław Piątkowski ps. „Mak” - komendant III plutonu[5]